# Jasus
Jasus là một chi trong họ Tôm rồng sống ở vùng biển đại dương thuộc Nam Bán cầu

## Các loài
Chi này gồm các loài:
- Jasus caveorum Webber & Booth, 1995
- Jasus edwardsii (Hutton, 1875) – Nam Australia: Tây Australia tời New South Wales & Tasmania. Đảo Nam của New Zealand
- Jasus frontalis (H. Milne-Edwards, 1837) – Juan Fernández Islands, Đảo Desventuradas
- Jasus jlemingi Glaessner, 1960 – Từ Miocene cho tới New Zealand [4]
- Jasus lalandii (H. Milne-Edwards, 1837) – Nam Phi (Namibia to Vịnh Algoa, Nam Phi
- Jasus paulensis (Heller, 1862) – Đảo St. Paul và Đảo Amsterdam
- Jasus tristani Holthuis, 1963 – Tristan da Cunha archipelago
- Sagmariasus.